# Eduardo García de Enterría
Eduardo García de Enterría y Martínez-Carande (Vega de Liébana, 27 de abril de 1923 — Madrid, 16 de setembro de 2013) foi um jurista espanhol.
Foi professor de direito administrativo das Universidades de Valhadolide e Complutense de Madri. É membro da Real Academia Espanhola, Real Academia de Jurisprudencia y Legislación, Accademia Nazionale dei Lincei, Asociación Española para el estúdio del Derecho europeo e do centro de pesquisas em direito europeu da Universidade Harvard.
Foi Juiz do Tribunal Europeu dos Direitos Humanos de 1978 a 1986, sendo o primeiro espanhol a integrar a corte. Também já presidiu a Fédération International pour le Droit Européen (FIDE).

## Prêmios
- Prêmio Príncipe das Astúrias, (1984).
- Prêmio Alexis de Tocqueville do Instituto Europeu de Administração Pública (1999).
- Prêmio Internacional Menéndez Pelayo, (2005).

## Doutor Honoris Causa
Foi Doutor honoris causa pelas universidades de:
- Universidade de Paris (1977),
- Zaragoza (1983),
- Mendoza (Argentina) (1986),
- Tucumán (Argentina) (1986),
- Nuevo León (México) (1987),
- Juárez de Durango (México) (1987),
- Valladolid (1992),
- Bolonia (1992),
- Carlos III de Madrid (1993),
- Cantabria (1995),
- Externado de Colombia (1995),
- Oviedo (1996),
- Santiago de Compostela (1996),
- Málaga (1999),
- Buenos Aires (2000)
- Córdoba (Argentina), (2001).
- Universidade do Porto, (2009).